# Sun and Steel
Sun and Steel es el sexto álbum de la banda Iron Butterfly, lanzado en 1975 por MCA Records. 
La nueva alineación del grupo incluía a: Erik Brann, Ron Bushy, Phil Kramer, y Bill DeMartines. Este álbum representó el último trabajo de estudio de la banda a la fecha.

## Lista de canciones
Lado A
1. Sun and Steel - 4:01
2. Lightnin' - 3:02
3. Beyond the Milky Way - 3:38
4. Free - 2:41
5. Scion - 5:02

Lado B
1. Get It Out – 2:53
2. I'm Right, I'm Wrong - 5:27
3. Watch the World Going By - 2:59
4. Scorching Beauty - 6:42

## Sencillos
- Beyond the Milky Way/Get It Out
- I'm Right, I'm Wrong (versión editada de 3:50)/Free

## Personal
- Erik Brann - Voz y guitarra líder
- Ron Bushy - Batería
- Phil Kramer - Bajo, voz
- Bill DeMartines - Teclados, voz